# Paizay-le-Sec

Paizay-le-Sec este o comună în departamentul Vienne, Franța. În 2009 avea o populație de 460 de locuitori.